# Louis Capozzoli

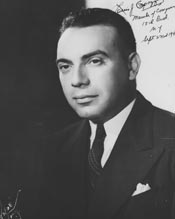
Louis Capozzoli

Louis Joseph Capozzoli (* 6. März 1901 in Cosenza, Italien; † 8. Oktober 1982 in New York City) war ein US-amerikanischer Jurist und Politiker. Zwischen 1941 und 1945 vertrat er den Bundesstaat New York im US-Repräsentantenhaus.

## Werdegang
Louis Joseph Capozzoli wurde Anfang des 20. Jahrhunderts in Cosenza geboren. Die Familie Capozzoli wanderte 1906 in die Vereinigten Staaten ein und ließ sich in New York City nieder. Dort besuchte er öffentliche Schulen und graduierte 1922 an der rechtswissenschaftlichen Fakultät der Fordham University. Seine Zulassung als Anwalt erhielt er 1923 und begann dann in New York City zu praktizieren. Zwischen 1930 und 1937 war er Assistant District Attorney in New York City. Er saß in den Jahren 1939 und 1940 in der New York State Assembly. Politisch gehörte er der Demokratischen Partei an.
Bei den Kongresswahlen des Jahres 1940 für den 77. Kongress wurde er im 13. Wahlbezirk von New York in das US-Repräsentantenhaus in Washington, D.C. gewählt, wo er am 4. Januar 1941 die Nachfolge von Christopher D. Sullivan antrat. Nach einer erfolgreichen Wiederwahl verzichtete er im Jahr 1944 auf eine erneute Kandidatur und schied nach dem 3. Januar 1945 aus dem Kongress aus.
Nach seiner Kongresszeit nahm er wieder seine Tätigkeit als Anwalt auf. 1946 wählte man ihn zum Richter am New York City Court – eine Stellung, die er zwischen 1947 und 1950 innehatte. Man wählte ihn dann 1950 zum Richter am Court of General Sessions im New York County. Er bekleidete den Posten dort bis Januar 1957. Am 21. Januar 1957 wurde er zum Richter am New York Supreme Court ernannt, wo er bis zum 31. Dezember 1957 tätig war. Er wurde dann für eine 14-jährige Amtszeit in das New York Supreme Court gewählt. Am 29. April 1966 wurde er zum beisitzenden Richter (associate justice) an der Appellate Division des New York Supreme Courts im First Judicial Department ernannt. Am 8. Oktober 1982 verstarb er in New York City.